# Hottorf
Hottorf is een plaats in de Duitse gemeente Linnich, deelstaat Noordrijn-Westfalen, en telt 407 inwoners (2005).